# 织丽鱼属
織麗魚屬，是條鰭魚綱䲁形目麗魚科下的一個屬。

## 分類
本屬屬於褶唇麗魚亞科，目前被認可的種如下：
- 伊拉織麗魚 Plecodus elaviae
- 多齒織麗魚 Plecodus multidentatus
- 奇織麗魚 Plecodus paradoxus
- 斯氏織麗魚 Plecodus straeleni